# Onthophagus senescens
Onthophagus senescens es una especie de insecto del género Onthophagus, familia Scarabaeidae, orden Coleoptera.

Fue descrita científicamente por Péringuey en 1908.